# Bethany Beach
Bethany Beach é uma vila localizada no estado americano de Delaware, no condado de Sussex. Foi incorporada em 1 de julho de 1901.

## Geografia
De acordo com o United States Census Bureau, a vila tem uma área de 3 km², onde 2,98 km² estão cobertos por terra e 0,03 km² por água.

### Localidades na vizinhança
O diagrama seguinte representa as localidades num raio de 16 km ao redor de Bethany Beach. 

## Demografia
Segundo o censo nacional de 2010, a sua população é de 1 060 habitantes e sua densidade populacional é de 355,9 hab/km². Possui 2 653 residências, que resulta em uma densidade de 890,7 residências/km².